# Tim Sullivan (cineasta)
Timothy Michael Sullivan (2 de junho de 1964) é um diretor, roteirista, produtor cinematográfico e ator norte-americano que costuma trabalhar em filmes de terror inspirados pelo subgênero gore. Seu primeiro longa-metragem, 2001 Maniacs (2005), é um de seus trabalhos mais conhecidos.

## Biografia

### Primeiros anos
Aos cinco anos, Sullivan assistiu pela primeira vez a um filme de Drácula e conheceu a revista Famous Monsters of Filmland, editada por Forrest J Ackerman, o que despertou seu interesse pelo gênero terror. Aos 15 anos, conseguiu um emprego como assistente de produção no filme cult de terror Return of the Aliens: The Deadly Spawn (1983). Especializou-se em estudos de cinema na Universidade de Nova Iorque e em 1985 escreveu, dirigiu e editou seu primeiro curta-metragem, A Christmas Treat, pelo qual recebeu um prêmio da revista Fangoria de melhor curta-metragem. Enquanto estava na universidade, ele fez um estágio na MTV escrevendo notícias sobre música e, após a graduação, trabalhou como assistente de produção em filmes como Three Men and a Little Lady, Cocktail, Coming to America e The Godfather Part III.

### Carreira
Sullivan relatou que exerceu várias funções na indústria cinematográfica ao longo da carreira, "desde os níveis mais baixos" como "servir café" e "estacionar caminhões de equipamento" até chegar à direção. Em 1991, envolveu-se na produção do documentário independente America Exposed. Depois de trabalhar por cinco anos na New Line Cinema, onde tinha a função de avaliar roteiros, passou a escrever para revistas, o que o levou a conhecer artistas como Gene Simmons e Robert Englund, que se tornaram seus amigos. Em 1999 produziu Detroit Rock City, estrelado por Edward Furlong, Sam Huntington e Natasha Lyonne. Sullivan fundou em 2007 sua própria produtora, a New Rebellion Entertainment, cujas atividades foram encerradas em 2016. Esporadicamente, ele também atua em seus próprios filmes.
Em 2005, Sullivan dirigiu 2001 Maniacs, seu primeiro longa-metragem mainstream, uma comédia de terror distribuída pela Lions Gate e estrelada por Englund e Lin Shaye. No ano seguinte, ele foi produtor e um dos roteiristas de Snoop Dogg's Hood of Horror, uma produção protagonizada por Snoop Dogg. Ainda em 2006, dirigiu Driftwood, um thriller sobrenatural protagonizado por Raviv Ullman e Diamond Dallas Page, sobre jovens problemáticos em um reformatório.
Em 2010, dirigiu a sequência de 2001 Maniacs, 2011 Maniacs: Field of Screams, e ganhou notoriedade adicional como jurado e diretor da segunda temporada de Scream Queens, um reality show da VH1 em que atrizes desconhecidas competiam por um papel num filme de terror. Também criou e apresentou Shock N Roll, seu programa semanal de entrevistas e videoblogue no website do canal a cabo Fearnet. Reuniu-se com diretor de Detroit Rock City, Adam Rifkin, e com os cineastas Adam Green e Joe Lynch para a criação de Chillerama (2011), um filme antológico de comédia de terror; Sullivan contribuiu com o segmento musical "I Was a Teenage Werebear", protagonizado por Sean Paul Lockhart. Em 2018, recebeu crédito de produtor associado em The Last Movie Star, filme estrelado por Burt Reynolds e dirigido por Rifkin.
Em 2011, foi divulgado que Sullivan estava adaptando uma versão cinematográfica do livro The Poet in Exile (2002), de Ray Manzarek, co-fundador da banda The Doors; o romance explora a lenda urbana de que Jim Morrison ainda está vivo. Entretanto, Manzarek faleceu em 2013, antes que a adaptação de Sullivan fosse concluída. Um ano depois, foi anunciado que o projeto continuaria em andamento, com a entrada de Robby Krieger no projeto como produtor executivo, William Ross para a composição da trilha sonora e uma possível escalação de Harrison Ford para o papel de Manzarek.

### Vida pessoal
Sullivan é abertamente homossexual, ativista e apoiador da campanha NOH8, uma organização de caridade que promove o casamento igualitário e a igualdade de gênero.

## Filmografia selecionada

### Filmes
| Ano  | Título                                                                  | Crédito                     | Notas                    | Ref.          |
| ---- | ----------------------------------------------------------------------- | --------------------------- | ------------------------ | ------------- |
| 1983 | The Deadly Spawn                                                        | Roteirista                  | Diálogo adicional        | [ 5 ] [ 31 ]  |
| 1985 | A Christmas Treat                                                       | Diretor, roteirista, editor | Curta-metragem           | [ 7 ]         |
| 1991 | America Exposed                                                         | Produtor, ator              | Papel: ele mesmo         | [ 10 ] [ 11 ] |
| 1999 | Detroit Rock City                                                       | Produtor associado          |                          | [ 13 ]        |
| 2005 | 2001 Maniacs                                                            | Diretor, roteirista, ator   | Papel: Coffin Harry      | [ 32 ]        |
| 2006 | Snoop Dogg's Hood of Horror                                             | Roteirista e produtor       |                          | [ 18 ]        |
| 2006 | Driftwood                                                               | Diretor e roteirista        |                          | [ 20 ]        |
| 2010 | 2001 Maniacs: Field of Screams                                          | Diretor, roteirista, ator   |                          | [ 21 ]        |
| 2011 | Chillerama (segmento "I Was a Teenage Werebear")                        | Diretor, roteirista, ator   | Papel: Treinador Tuffman | [ 33 ]        |
| 2011 | One for the Road                                                        | Produtor                    |                          | [ 34 ]        |
| 2012 | Cut/Print                                                               | Produtor                    |                          | [ 35 ]        |
| 2012 | Bloody Bloody Bible Camp                                                | Produtor, ator              | Papel: Irmã Mary Chopper | [ 35 ]        |
| 2014 | Lost Soul: The Doomed Journey of Richard Stanley’s Island of Dr. Moreau | Elenco                      | Documentário             | [ 36 ]        |
| 2018 | The Last Movie Star                                                     | Produtor associado          |                          | [ 27 ]        |

### Televisão
| Ano  | Título        | Crédito | Notas      | Ref.   |
| ---- | ------------- | ------- | ---------- | ------ |
| 2011 | Scream Queens | Diretor | Telessérie | [ 23 ] |

### Vídeo musical
| Ano  | Título     | Artista        | Crédito       | Notas                           | Ref.   |
| ---- | ---------- | -------------- | ------------- | ------------------------------- | ------ |
| 2011 | Chillerama | Psycho Charger | Diretor, ator | Papel: Policial (não creditado) | [ 37 ] |